# Czechosłowacja na Zimowych Igrzyskach Olimpijskich 1952
Czechosłowację na Zimowych Igrzyskach Olimpijskich 1952 reprezentowało 22 zawodników, tylko mężczyzn.

## Reprezentanci

### Biegi narciarskie
- Vlastimil Melich
  - Bieg na 18 km – 29. miejsce

- Vladimír Šimůnek
  - Bieg na 18 km – 47. miejsce

- Štefan Kovalčík
  - Bieg na 18 km – nie ukończył

- Jaroslav Cardal
  - Bieg na 50 km – 14. miejsce

- František Balvín
  - Bieg na 50 km – 21. miejsce

- Vlastimil Melich, Vladimír Šimůnek, Štefan Kovalčík, Jaroslav Cardal
  - Sztafeta 4 × 10 km – 8. miejsce

### Kombinacja norweska
- Vlastimil Melich
  - Indywidualnie – 16. miejsce

### Hokej na lodzie
| Mężczyźni Slavomír Bartoň Miloslav Blažek Václav Bubník Vlastimil Bubník Miloslav Charouzd Bronislav Danda Karel Gut Vlastimil Hajšman Jan Lidral Miroslav Nový Miloslav Ošmera Zdeněk Pýcha Miroslav Rejman Jan Richter Oldřich Sedlák Jiří Sekyra Jozef Záhorský Zajęli 4. miejsce |